# Ona d'espín

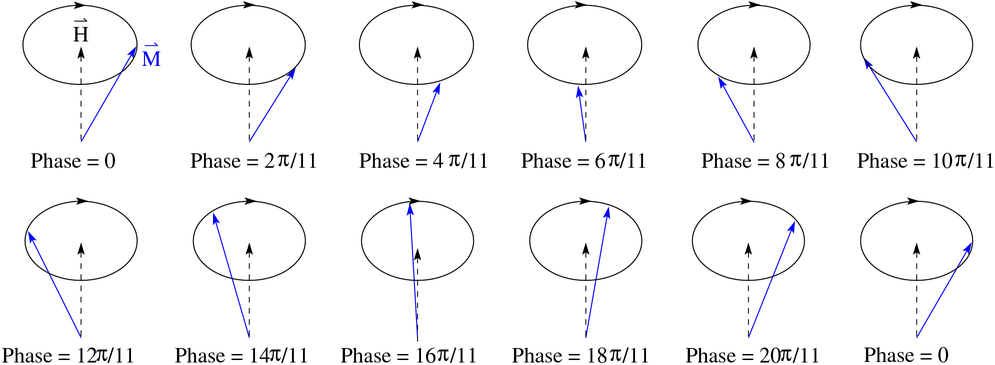
Una il·lustració de la precessió d'una ona de espín amb una longitud d'ona que és onze vegades la constant de la xarxa sobre un camp magnètic aplicat.

En la física de la matèria condensada, una ona d'espín és una pertorbació que es propaga en l'ordenació d'un material magnètic. Aquestes excitacions col·lectives baixes es produeixen en gelosies magnètiques amb simetria contínua. Des del punt de vista de quasipartícules equivalents, les ones d'espín es coneixen com a magnons, que són modes bosònics de la xarxa d'espín que corresponen aproximadament a les excitacions de fonons de la xarxa nuclear. A mesura que augmenta la temperatura, l'excitació tèrmica de les ones d'espín redueix la magnetització espontània d'un ferroimant. Les energies de les ones d'espín són normalment només μeV d'acord amb els punts típics de Curie a temperatura ambient i per sota.

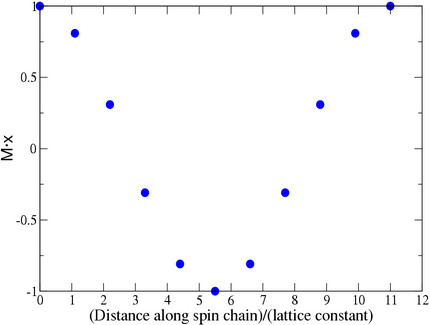
La projecció de la magnetització de la mateixa ona d'espín al llarg de la direcció de la cadena en funció de la distància al llarg de la cadena d'espín.

## Teoria
La manera més senzilla d'entendre les ones d'espín és considerar l'hammiltonià {\displaystyle {\mathcal {H}}} per al ferroimant de Heisenberg:
{\displaystyle {\mathcal {H}}=-{\frac {1}{2}}J\sum _{i,j}\mathbf {S} _{i}\cdot \mathbf {S} _{j}-g\mu _{\rm {B}}\sum _{i}\mathbf {H} \cdot \mathbf {S} _{i}}
on J és l'energia d'intercanvi, els operadors S representen els girs als punts de la gelosia de Bravais, g és el factor g de Landé, μB és el magnetó de Bohr i H és el camp intern que inclou el camp extern més qualsevol camp "molecular". Tingueu en compte que en el cas del continu clàssic i en dimensions 1 + 1 l'equació del ferroimant de Heisenberg té la forma
{\displaystyle \mathbf {S} _{t}=\mathbf {S} \times \mathbf {S} _{xx}.}
En dimensions 1 + 1, 2 + 1 i 3 + 1 aquesta equació admet diverses extensions integrables i no integrables com l'equació de Landau-Lifshitz, l'equació d'Ishimori, etc. Per a un ferroimant J > 0 i l'estat fonamental de l'hammiltonià {\displaystyle |0\rangle } és aquell en què tots els girs estan alineats paral·lelament al camp H. Això {\displaystyle |0\rangle } és un estat propi de {\displaystyle {\mathcal {H}}} es pot verificar reescrivint-lo en termes dels operadors de pujada i baixada de gir donats per:
{\displaystyle S^{\pm }=S^{x}\pm iS^{y}}
resultant en
{\displaystyle {\mathcal {H}}=-{\frac {1}{2}}J\sum _{i,j}S_{i}^{z}S_{j}^{z}-g\mu _{\rm {B}}H\sum _{i}S_{i}^{z}-{\frac {1}{4}}J\sum _{i,j}(S_{i}^{+}S_{j}^{-}+S_{i}^{-}S_{j}^{+})}
on s'ha pres z com la direcció del camp magnètic. L'operador de reducció de gir S− aniquila l'estat amb una projecció mínima de gir al llarg de l'eix z, mentre que l'operador d'augment de gir S+ aniquila l'estat fonamental amb una projecció màxima de gir al llarg de l'eix z. Des que
{\displaystyle S_{i}^{z}|0\rangle =s|0\rangle }
per a l'estat màxim alineat, trobem
{\displaystyle {\mathcal {H}}|0\rangle =\left(-Js^{2}-g\mu _{\rm {B}}Hs\right)N|0\rangle }
on N és el nombre total de llocs de gelosia de Bravais. Es confirma la proposició que l'estat fonamental és un estat propi de l'Hamiltonià.
Es podria suposar que el primer estat excitat de l'hammiltonià té un gir seleccionat aleatòriament a la posició i girada de manera que
{\displaystyle S_{i}^{z}|1\rangle =(s-1)|1\rangle ,}

Una excitació al mig d'una graella de girs es propaga intercanviant parell (i, per tant, moment angular) amb els seus veïns.

però de fet aquesta disposició de girs no és un estat propi. La raó és que aquest estat es transforma pels operadors de pujada i baixada de gir. L'operador {\displaystyle S_{i}^{+}} augmentarà la projecció z del gir a la posició i fins a la seva orientació de baixa energia, però l'operador {\displaystyle S_{j}^{-}} baixarà la projecció z del gir a la posició j. L'efecte combinat dels dos operadors és, per tant, propagar el gir girat a una nova posició, la qual cosa indica que l'estat propi correcte és una ona de gir, és a dir, una superposició d'estats amb un gir reduït. La penalització d'energia d'intercanvi associada amb el canvi de l'orientació d'un gir es redueix repartint la pertorbació en una longitud d'ona llarga. D'aquesta manera, es minimitza el grau de desorientació de dos girs propers. A partir d'aquesta explicació, es pot veure per què l'imant del model d'Ising amb simetria discreta no té ones d'espín: la noció d'estendre una pertorbació a la xarxa d'espín sobre una longitud d'ona llarga no té sentit quan els espíns només tenen dues orientacions possibles. L'existència d'excitacions de baixa energia està relacionada amb el fet que, en absència d'un camp extern, el sistema d'espín té un nombre infinit d'estats fonamentals degenerats amb orientacions d'espín infinitesimament diferents. L'existència d'aquests estats fonamentals es pot veure pel fet que l'estat {\displaystyle |0\rangle } no té la simetria rotacional completa de l'hammiltonià {\displaystyle {\mathcal {H}}}, un fenomen que s'anomena trencament de simetria espontània.

## Observació experimental
Les ones de gir s'observen mitjançant quatre mètodes experimentals: dispersió inelàstica de neutrons, dispersió inelàstica de la llum (dispersió Brillouin, dispersió Raman i dispersió inelàstica de raigs X), dispersió inelàstica d'electrons (espectroscòpia de pèrdua d'energia electrònica resolta en gir) i ressonància d'ones ferromagnètiques ressonància).